# Al-Quwwat al-Jawwiyya al-Sudaniyya
La Al-Quwwat al-Jawwiyya al-Sudaniyya, (in arabo القوﺍﺕ الجوية ﺍﻟﺴﻮﺩﺍﻧﻴـة‎?) ed internazionalmente conosciuta con la dizione in lingua inglese Sudanese Air Force (SAF), è l'attuale aeronautica militare del Sudan e parte integrante delle forze armate sudanesi.

## Storia
La forza aerea nazionale venne istituita appena dopo che il Sudan ottenne l'indipendenza dal Regno Unito nel 1956 e durante le prime fasi del suo sviluppo il governo britannico diede la sua disponibilità fornendo attrezzature e provvedendo alla formazione del personale ed equipaggi. Nel 1957 vennero acquisiti quattro nuovi addestratori a getto Hunting Provost T Mk 53. L'anno seguente, il reparto di trasporto tattico ricevette il suo primo velivolo, un singolo Hunting President, seguiti nel 1960 da altri quattro Provost ex RAF revisionati più altri due Hunting President e due Pembroke C Mk 54.
I primi velivoli dotati di capacità di combattimento vennero adottati dalla Al-Quwwat al-Jawwiyya al-Sudaniyya nel 1962 quando i propri reparti vennero equipaggiati con 12 BAC Jet Provost con capacità CAS.
Nel 1964 vennero acquistati due Douglas C-47 Skytrain dagli Stati Uniti d'America e quattro Fokker F27M dai Paesi Bassi. Due di questi ultimi vennero poi ceduto alla compagnia aerea di bandiera Sudan Airways.
Nella seconda parte degli anni sessanta cominciarono ad essere forniti velivoli di produzione sovietica e cinese.

## Aeromobili in uso
Sezione aggiornata annualmente in base al World Air Force di Flightglobal del corrente anno. Tale dossier non contempla UAV, aerei da trasporto VIP ed eventuali incidenti accorsi durante l'anno della sua pubblicazione. Modifiche giornaliere o mensili che potrebbero portare a discordanze nel tipo di modelli in servizio e nel loro numero rispetto a WAF, vengono apportate in base a siti specializzati, periodici mensili e bimestrali. Tali modifiche vengono apportate onde rendere quanto più aggiornata la tabella.
| Aeromobile                           | Origine        | Tipo                                     | Versione (denominazione locale) | In servizio (2024) | Note | Immagine                                                             |
| Aerei da combattimento               |                |                                          |                                 |                    | |                                                                      |
| Chengdu J-7                          | Cina           | caccia intercettore                      | F-7M                            | 12                 | |                                                                      |
| Mikoyan-Gurevich MiG-21 Fishbed      | Russia         | caccia intercettore                      | MiG-21M                         | 4                  | |                                                                      |
| Mikoyan-Gurevich MiG-23 Flogger      | Russia         | caccia intercettoreconversione operativa | MiG-23MS Flogger-EMiG-23UB      | 3                  | A fine 2016 risultavano completati o in via di completamento 3 MiG-23MS ed 1 MiG-23UB.                                                                                |                                                                      |
| Mikoyan-Gurevich MiG-29 Fulcrum      | Russia         | caccia multiruoloconversione operativa   | MiG-29SEMiG-29UB                | 71                 | 10 MiG-29SE e 2 MiG-29UB ricevuti a partire dal 2004, con almeno tre dei monoposto persi in incidenti.                                                                |                                                                      |
| Nanchang A-5 Fantan                  | Cina           | aereo da attacco al suolo                | A-5A                            | 20                 | |                                                                      |
| Northrop F-5 Tiger II                | Stati Uniti    | aereo da caccia                          | F-5EF-5F                        | 8                  | |                                                                      |
| Shenyang J-6                         | Cina           | aereo da caccia                          | J-6II                           | 8                  | |                                                                      |
| Sukhoi Su-24 Fencer                  | Russia         | cacciabombardiere                        | Su-24M                          | 7                  | 12 Su-24M ex bielorussi acquistati nel 2013. |                                                                      |
| Sukhoi Su-25 Frogfoot                | Russia         | aereo da attacco al suolo                | Su-25                           | 9                  | |                                                                      |
| Sukhoi Su-35 Flanker-E               | Russia         | aereo da caccia                          | Su-35E                          | 2                  | Un lotto è stato consegnato a novembre 2017, ma non si conosce il numero degli aerei presi in carico. 2 in servizio al luglio 2019.                                   |                                                                      |
| Aeromobili a pilotaggio remoto - UAV |                |                                          |                                 |                    | |                                                                      |
| CASC Rainbow                         | Cina           | aeromobile a pilotaggio remoto           | CH-4B                           | 5                  | 5 CH-4B consegnati a partire dal 2015. |                                                                      |
| Aerei da trasporto                   |                |                                          |                                 |                    | |                                                                      |
| Ilyushin Il-76 Candid                | Russia         | aereo da trasporto                       | Il-76T                          | 1                  | |                                                                      |
| Lockheed C-130 Hercules              | Stati Uniti    | aereo da trasporto                       | C-130H                          | 1                  | | su airliners.net.                                                    |
| de Havilland Canada DHC-5 Buffalo    | Canada         | aereo da trasporto                       | DHC-5D                          | 1                  | |                                                                      |
| de Havilland Canada DHC-6 Twin Otter | Canada         | aereo da trasporto                       | DHC-6-300                       | 2                  | |                                                                      |
| Antonov An-12 Cub                    | Ucraina        | aereo da trasporto                       | An-12P                          | 5                  | | su airliners.net (archiviato dall'url originale il 13 ottobre 2014). |
| Antonov An-26 Curl                   | Ucraina        | aereo da trasporto                       | An-26B                          | 2                  | | su airliners.net (archiviato dall'url originale il 13 ottobre 2014). |
| Antonov An-30 Clank                  | Ucraina        | aereo da trasporto                       | An-30A                          | 2                  | | su airliners.net (archiviato dall'url originale il 13 ottobre 2014). |
| Antonov An-32 Cline                  | Ucraina        | aereo da trasporto                       | An-32B                          | 2                  | Un An-32 si è scontrato con un An-26 ad ottobre 2018 all'aeroporto di Khartoum, causando gravi danni ad entrambi i velivoli.                                          | su airliners.net (archiviato dall'url originale il 13 ottobre 2014). |
| Antonov An-72 Coaler                 | Ucraina        | aereo da trasporto                       | An-72A                          | 1                  | |                                                                      |
| Beechcraft Baron                     | Stati Uniti    | aereo da trasporto                       | Baron 58                        | 1                  | |                                                                      |
| Beechcraft Super King Air 200        | Stati Uniti    | aereo da trasporto                       | B200                            | 1                  | |                                                                      |
| Dassault Falcon 50                   | Francia        | aereo da trasporto                       | Falcon 50A                      | 1                  | |                                                                      |
| Dassault Falcon 900                  | Francia        | aereo da trasporto                       | Falcon 900B                     | 1                  | |                                                                      |
| Ilyushin Il-62 Classic               | Russia         | aereo da trasporto                       | Il-62M                          | 1                  | |                                                                      |
| Aerei da addestramento               |                |                                          |                                 |                    | |                                                                      |
| Hongdu K-8 Karakorum                 | Cina           | aereo da addestramento                   | K-8K                            | 5                  | 12 ordinati. |                                                                      |
| Guizhou FTC-2000                     | Cina           | aereo da addestramento                   | FTC-2000G                       | 5                  | 6 ordinati. Risultano tutti consegnati al maggio 2018. Un esemplare è stato distrutto sulla base aerea di Marawi, in Sudan, dove era schierato per una esercitazione. |                                                                      |
| Elicotteri                           |                |                                          |                                 |                    | |                                                                      |
| Agusta-Bell 205                      | Stati Uniti    | elicottero utility                       | AB-205A                         | 2                  | |                                                                      |
| Bell 212                             | Stati Uniti    | elicottero utility                       | AB-212                          | 3                  | |                                                                      |
| MBB Bo 105                           | Germania       | elicottero leggero utility               | Bo.105CB                        | 3                  | 8 consegnati a partire dal 1977, 3 aggiornati e riportati in servizio ad inizio 2017.                                                                                 |                                                                      |
| Mil Mi-2 Hoplite                     | Russia Polonia | elicottero leggero utility               | Mi-2A                           | 1                  | |                                                                      |
| Mil Mi-8 Hip                         | Russia         | elicottero multiruolo                    | Mi-17VMi-171                    | 24                 | |                                                                      |
| Mil Mi-24 Hind                       | Russia         | elicottero d'attacco                     | Mi-24PMi-24VMi-35               | 35                 | Uno dei 43 esemplari in servizio al dicembre 2020 è stato perso il 13 gennaio 2021.                                                                                   |                                                                      |